# Stephanostema
Stephanostema és un gènere monotípic de fanerògames de la família de les Apocynaceae. Conté una única espècie Stephanostema stenocarpum, és originària d'Àfrica on es troba a Tanzània.

## Descripció
És un arbust erecte que assoleix una mida de 0,25-2 m d'alçada, amb làtex blanc; escorça rugosa, i lenticel·les de color marró pàl·lid, glabra, les branques de color castany a vermell, terete. Fulles peciolades; ovades, obovades o el·líptiques, de 4,8-9,5 cm de longitud i 1,7-3,7 cm d'ample, àpex acuminat, la base reodendeada o cuneada; pecíol de 2-3 mm long. Inflorescència laxa, d'1,5-2 cm longitud, bràctees de 2 mm longitud, peduncle 2,5-3 mm longitud; pedicels 5-9 mm longitud. Flors amb els sèpals ovats; corol·la amb tub groc de 3-4 mm longitud. Fruit de color verd pàl·lid de 10-15 cm longitud, 3-5 mm ample; llavors de 9-10 mm longitud.

## Taxonomia
Stephanostema stenocarpum va ser descrit per Karl Moritz Schumann i publicat a Botanische Jahrbücher für Systematik, Pflanzengeschichte und Pflanzengeographie 34: 325. 1904.